# Kloksmeer
Kloksmeer of het Sint-Thomasluiden is een oude traditie die in de Groningse dorpen Siddeburen, Hellum, Noordbroek en Schildwolde nog in ere gehouden wordt
De traditie is van heidense oorsprong en gaat terug op het denkbeeld dat bij de jaarwisseling er allerlei boze geesten rondwaren die in het nieuwe jaar ongeluk zullen brengen. Deze geesten zijn bang voor lawaai en waar dit elders meestal afgedaan wordt met knallend vuurwerk wordt in deze dorpen de klok van de plaatselijke kerk twaalf uur lang onafgebroken geluid (in Hellum vanwege de oude klok met hout slechts 2 uur), van acht uur tot acht uur. Het is ook gebruik de klokkenluiders nieuwjaarswensen te brengen en daarbij wordt dan vaak een glas zonder voet aangeboden met alcoholische inhoud ter smering van het luiden. De bezoeker kan dan namelijk uitgenodigd worden het klokkentouw even over te nemen. Het is dan wel zaak ervoor te zorgen dat de regelmaat van het luiden niet verstoord wordt, want dat brengt ongeluk. (Er is nog een andere bedenking, maar die wordt geheim gehouden.)
Oudejaarsdag gaan de kloksmeerders het dorp rond om geldelijk wat kloksmeer op te halen.